# 短棘鮋
短棘鮋，為輻鰭魚綱鮋形目鮋亞目鮋科的其中一種，為溫帶海水魚，分布於西北太平洋日本海域，棲息深度30-45公尺，體長可達11.6公分，棲息在底層水域，生活習性不明。